# Pływanie na otwartym akwenie na Mistrzostwach Świata w Pływaniu 2019 – 25 km mężczyzn
25 km mężczyzn – jedna z konkurencji rozgrywanych podczas Mistrzostw Świata w Pływaniu 2019, która odbyła się 19 lipca.

## Wyniki
Zawody rozpoczęły się o 8:00 czasu lokalnego.
| Miejsce | Zawodnik             | Państwo            | Czas      |
| ------- | -------------------- | ------------------ | --------- |
| 1 !     | Axel Reymond         | Francja            | 4:51:06,2 |
| 2 !     | Kiriłł Bielajew      | Rosja              | 4:51:06,5 |
| 3 !     | Alessio Occhipinti   | Włochy             | 4:51:09,5 |
| 4.      | Simone Ruffini       | Włochy             | 4:51:14,9 |
| 5.      | Kai Edwards          | Australia          | 4:51:17,2 |
| 6.      | Jewgienij Dratcew    | Rosja              | 4:51:19,6 |
| 7.      | Alberto Martínez     | Hiszpania          | 4:51:44,1 |
| 8.      | Andreas Waschburger  | Niemcy             | 4:52:26,3 |
| 9.      | Sören Meißner        | Niemcy             | 4:52:52,9 |
| 10.     | Gergely Gyurta       | Węgry              | 4:52:57,5 |
| 11.     | Matěj Kozubek        | Czechy             | 4:54:27,5 |
| 12.     | Yuval Safra          | Izrael             | 4:54:38,7 |
| 13.     | Evgenij Pop Acev     | Macedonia Północna | 4:54:39,9 |
| 14.     | David Heron          | Stany Zjednoczone  | 4:55:11,8 |
| 15.     | Brennan Gravley      | Stany Zjednoczone  | 4:57:17,5 |
| 16.     | Vitaliy Khudyakov    | Kazachstan         | 4:58:33,0 |
| 17.     | Daniel Delgadillo    | Meksyk             | 5:02:41,6 |
| 18.     | Bailey Armstrong     | Australia          | 5:04:10,7 |
| 19.     | Lu Mingyu            | Chiny              | 5:15:20,6 |
| 20.     | Wang Ruoyu           | Chiny              | 5:15:29,3 |
| 21.     | Lev Cherepanov       | Kazachstan         | 5:22:47,4 |
| 22.     | Maximiliano Paccot   | Urugwaj            | 5:41:44,7 |
| 23. !   | Marc-Antoine Olivier | Francja            | DNF       |
| 23. !   | Kristóf Rasovszky    | Węgry              | DNF       |